# روی، نیومکزیکو
روی (به انگلیسی: Roy) یک روستا (ایالات متحده آمریکا) و شهر در ایالات متحده آمریکا است که در شهرستان هاردینگ، نیومکزیکو واقع شده‌است.
 روی ۵٫۲۹ کیلومتر مربع مساحت و ۲۳۴ نفر جمعیت دارد و ۱٬۷۹۷ متر بالاتر از سطح دریا واقع شده‌است.